# بريان لاودروب
بريان لاودروب (بالدنماركية: Brian Laudrup)‏، من مواليد 22 فبراير 1969 في فيينا بالنمسا، لاعب كرة قدم دنماركي، وقد كان مع منتخب الدنمارك لكرة القدم الفائز بكأس الأمم الأوروبية لكرة القدم 1992، وقد اختير من قبل بيليه ضمن قائمة أفضل 125 لاعب حي في مارس 2004، ولديه أخ وهو مايكل لاودروب.
بدأ بريان مسيرته الكروية مع نادي بروندبي في عام 1986، ولعب معهم حتى عام 1989، وشارك خلال تلك الفترة في 68 مباراة وسجل 18 هدف، وفي موسم 1989/1990 انتقل إلى نادي باير أويردينغين ولعب معهم 34 مباراة وسجل 6 أهداف، وفي عام 1990 انتقل إلى نادي بايرن ميونخ الألماني، ولعب معهم حتى عام 1992، وشارك خلال تلك الفترة في 44 مباراة وسجل 11 هدف، وفي موسم 1992/1993 انتقل إلى نادي فيورنتينا الإيطالي، ولعب معهم 31 مباراة وسجل خمسة أهداف، في موسم 1993/1994 انتقل إلى نادي إيه سي ميلان ولعب معهم 9 مباريات وسجل هدف واحد.
و في عام 1994 انتقل إلى نادي رينجرز الإسكتلندي، ولعب معهم حتى عام 1998، وشارك خلال تلك الفترة في 133 مباراة وسجل 44 هدف، وفي موس 1998/1999 انتقل إلى نادي تشيلسي الإنجليزي ولعب معهم 11 مباراة وسجل هدف واحد، وعاد في موسم 1998/1999 إلى الدنمارك ولعب مع نادي كوبنهاغن، وشارك معهم في 12 مباراة وسجل هدفين، وأنهى مسيرته الكروية مع نادي أياكس أمستردام الهولندي في موسم 1999/2000 ولعب معهم 38 مباراة وسجل 15 هدف.
و قد لعب بريان لاودروب مع منتخب الدنمارك لكرة القدم 82 مباراة دولية وسجل 21 هدف دولي، وقد شارك في كأس العالم لكرة القدم 1998.

## مسيرته الكروية
لعب بريان لاودروب خلال مسيرته الاحترافية مع 9 أندية في ستة عشر موسمًا وسجل خلالها 84 هدفًا ضمن 342 مباراة. حيث فاز في موسمين بالكأس وفي ستة مواسم بالدوري.
خاض بريان لاودروب مسيرته مع نادي بروندبي في موسم 1986 ليلعب معه أربعة مواسم، مشاركًا في 49 مباراة سجل خلالها 13 هدفًا. ثم انتقل إلى نادي أوردينغن 05 في موسم 1989–90 لمدة موسم واحد، حيث شارك في 34 مباراة سجل خلالها 6 أهداف. لينتقل بعدها إلى نادي بايرن ميونخ في موسم 1990–91 ولمدة موسمين، مشاركًا في 53 مباراة سجل خلالها 11 هدفًا. ثم انتقل إلى نادي فيورنتينا في موسم 1992–93 لمدة موسم واحد، مشاركًا في 31 مباراة سجل خلالها 5 أهداف. هذا وانتقل لاحقًا إلى نادي إيه سي ميلان في موسم 1993–94 لمدة موسم واحد، مشاركًا في 9 مباريات سجل خلالها هدفًا واحدًا. ثم انتقل بعدها إلى نادي رينجرز في موسم 1994–95 ليلعب معه أربعة مواسم، مشاركًا في 116 مباراة سجل خلالها 33 هدفًا. ليعود وينتقل من جديد، لكن هذه المرة إلى نادي تشيلسي في موسم 1998–99 لمدة موسم واحد، مشاركًا في 7 مباريات ولم يسجل أي هدف. لينتقل بعدها إلى نادي أياكس أمستردام في موسم 1999–00 لمدة موسم واحد، مشاركًا في 31 مباراة سجل خلالها 13 هدفًا.

## روابط خارجية
- بريان لاودروب على موقع الاتحاد الدولي (مؤرشف)  (الإنجليزية)
- بريان لاودروب على موقع قاعدة بيانات كرة القدم.إي يو (الإنجليزية)
- بريان لاودروب على موقع بيانات كرة القدم. دي إي (الألمانية)
- بريان لاودروب على موقع ناشيونال فوتبول تيمز (الإنجليزية)
- بريان لاودروب على موقع عالم كرة القدم.نت (الإنجليزية)
- بريان لاودروب على موقع كووورة